# Ridgeway (Hardin)
Ridgeway – wieś w USA, w hrabstwach Hardin i Logan, w stanie Ohio.
Liczba mieszkańców w 2000 roku wynosiła 354.

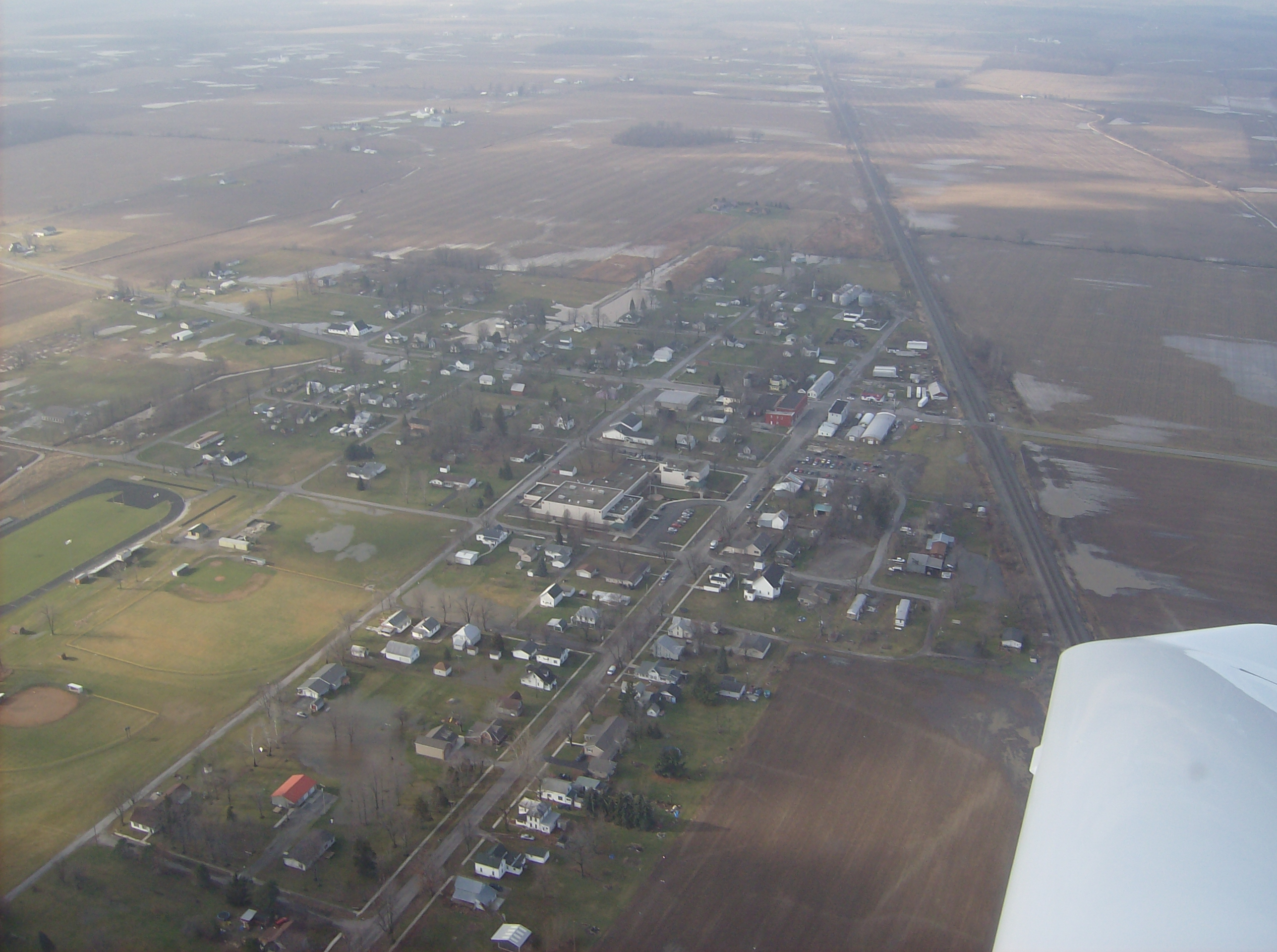
Miejscowość Ridgeway z lotu ptaka